# Juan Hurtado de Mendoza y Castilla
Juan Hurtado de Mendoza y Castilla (-Madrid, 1426) fue un noble español.

## Biografía
Hijo de Juan Hurtado de Mendoza el Mozo, II señor de Almazán, y de su esposa María Téllez de Castilla, II señora de Olmeda de la Cuesta,  e hija de Tello de Castilla.
Fue señor de Mendívil, Mártioda, III de Morón de Almazán, Gormaz y Nanclares y prestamero mayor de Vizcaya. Fue mayordomo mayor de Enrique III de Castilla a la muerte de su padre, y posteriormente, lo fue de Juan II de Castilla hasta su muerte en 1426.
Casó primera vez con Leonor de Arellano, hija de Juan Ramírez de Arellano el Mozo, señor de las villas de Dicastillo, Valtierra, Arriazu y Mendinueta, y de su esposa Teresa Manrique de Lara, de quien tuvo dos hijos, y casó segunda vez con María de Luna, señora de Junquera, hija de Juan Martínez de Luna, señor de Morata de Jalón, Illueca y Gotor y alférez del infante Fernando, y de su esposa Aldara Ruiz Cabeza de Vaca, de quien tuvo una hija: 
- Ruy Díaz de Mendoza y Arellano (c. 1419-1477), I conde de Castrojeriz[5]
- Juan Hurtado de Mendoza, casado con Mencía de Rojas, con descendencia
- Brianda de Luna, primera esposa en diciembre de 1436 de su primo Diego Hurtado de Mendoza y Suárez de Figueroa, I duque del Infantado,[3] con descendencia